# The Genetical Theory of Natural Selection
Genetical Theory of Natural Selection é um livro escrito por Ronald Fisher que combina genética mendeliana com teoria da seleção natural de Charles Darwin, com Fisher sendo o primeiro a argumentar que "o Mendelismo, portanto, valida o darwinismo".
Foi publicado pela primeira vez em 1930 pela editora Clarendon. É um dos livros mais importantes da síntese evolutiva moderna. É citado comumente em livros de biologia e ajudou a definir a genética populacional. Resume muitos conceitos que ainda hoje são considerados importantes, como Fisherian runaway, Princípio Fisher, valor reprodutivo, o teorema fundamental da seleção natural e o modelo geométrico de Fisher.

## Edições
Uma segunda edição ligeiramente revista foi republicada em 1958. Em 1999, um variorum foi editado (3.ª edição, ISBN 0-19-850440-3), com o texto original de 1930 anotado com as alterações de 1958, notas e alterações acidentalmente omitidas da segunda edição. Foi editado por Henry Bennett.

## Capítulos
Contém os seguintes capítulos:
1. The Nature of Inheritance
2. The Fundamental Theorem of Natural Selection
3. The Evolution of Dominance
4. Variation as determined by Mutation and Selection
5. Variation etc
6. Sexual Reproduction and Sexual Selection]
7. Mimicry
8. Man and Society
9. The Inheritance of Human Fertility
10. Reproduction in Relation to Social Class
11. Social Selection of Fertility
12. Conditions of Permanent Civilization

## Conteúdo
No prefácio, Fisher considera alguns pontos gerais, nomeadamente que deve haver um entendimento da selecção natural distinto daquele da evolução, e que os recentes avanços na genética agora o permitiam. No primeiro capítulo Fisher considera a natureza da hereditariedade, rejeitando a herança por mistura em favor de uma herança particulada. O segundo capítulo introduz o teorema fundamental de selecção natural de Fisher. O terceiro considera a evolução da dominância, a qual Fisher acreditava ser muito influenciada por modificadores. Os últimos cinco capítulos (8-12) incluem as visões mais idiossincráticas de Fisher sobre a eugenia.

## Dedicatória
O livro foi dedicado ao Major Leonard Darwin, amigo de Fisher e filho de Charles Darwin.

## Comentários
Henry Bennett dá conta da escrita e recepção da Teoria Genética de Fisher.
Sewall Wright, que teve muitos desentendimentos com Fisher, revisando o livro escreveu que era "certo para se classificar como uma das maiores contribuições para a teoria da evolução". J.B.S. Haldane o descreveu como "brilhante". Reginald Punnett foi negativo no entanto'.
"The Genetical Theory" foi largamente ignorado por 40 anos e, em particular o teorema fundamental foi mal interpretado. O trabalho teve um grande efeito sobre W.D. Hamilton que descobriu isso como graduação em Oxford, que notou na capa traseira da edição 1999 variorum:
Este é um livro que, como um estudante, pesava de igual importância para todo o resto do curso de graduação  Cambridge BA e, através do tempo que eu gastei nisso, acho que entalou meu diploma. A maioria dos capítulos me levou semanas, alguns meses. 
 … E pouco modificado mesmo pela genética molecular, a lógica e as idéias de Fisher ainda sustentam a maioria dos caminhos sempre em expansão pelo qual o darwinismo continua a ser a invasão do pensamento humano.
"Ao contrário de 1958, a seleção natural tornou-se parte do programa de nossa vida intelectual e o tema certamente está incluído em todos os cursos decentes em biologia".
 Para um livro que considero apenas o segundo em importância na teoria da evolução, atrás da "Origem" de Darwin (juntamente com seu suplemento "do Homem"), e também considero indubitavelmente um dos maiores livros do século XX, o aparecimento de uma edição variorum é um grande evento…
 No momento da minha última graduação, eu vou ter entendido tudo o que é verdade neste livro e vou ter um Primeiro? Eu duvido. De certa forma, alguns de nós alcançaram Fisher; em muitos, no entanto, esse homem brilhante e ousado ainda está bem na frente.
A publicação da edição de variorum em 1999 levou a um renovado interesse no trabalho e às revisões de Laurence Cook ("Este é talvez o livro mais importante sobre a genética evolutiva já escrito"), Brian Charlesworth, Jim Crow e A.W.F. Edwards.